# Professorens Morgenavis
|  | Denne artikel er oprettet af botten PalnaBot ud fra en ekstern database. Den kan derfor have sproglige fejl eller mangler. Denne skabelon kan fjernes efter kontrol af indholdet. |

Professorens Morgenavis er en stumfilm fra 1906 instrueret af Viggo Larsen.

## Handling
Professor Muller er saa fordybet i sin Avis, at han ikke lægger Mærke til to Drenge, der spiller Klink i Parken. De to haabefulde Ynglinge tager den ældre Gentleman det ilde op, at han forstyrrer dem i deres Morskab, og for at hævne sig hæfter de en Plakat med Paaskriften "Malet" paa Ryggen, og nu begynder Løjerne. Overalt, hvor den ulykkelige Professor kommer, vækker han en pinlig Opmærksomhed, der resulterer i, at han snart er efterfulgt af et [...] Følge. Da Professoren langt om længe opdager dette, stikker han i at løbe og giver dermed Signalet til fuldstændigt Oprør i Staden. Alverden forfølger den stakkels Professor: Slagterdrengen, Lediggængeren, Barnepigen, Sælgekonen med sine forulykkede Urter - som en Storm gaar de gennem Gaderne. Den invalide Betjent bliver væltet, da han i den Tanke at have en farlig Forbryder for sig, stiller sig op for at fange Flygtningen. I sin Fortvivelses smutter vor Helt ind i en Trækvogn, hvor han tror at finde Fristed. Men Sværmen opdager ham desværre og kører ham i Triumf til Stationen. Som et fuldstændigt Vrag trækkes han ud af Hoben - da Redningen i form af en fuld Mand kommer til. Idet Opmærksomheden et Øjeblik bortledes fra vor Professor, faar han samlet sig saa meget, at han springer paa en forbikørende Vogn, hvorfra han af et godt Hjerte rækker Næse ad den skuffede Mængde.